# Henri Jonquières
Henri Alexander Antoine de Dompierre de Jonquières, född 1816, död 1879, var en dansk militär.
Jonquières blev officer vid artilleriet 1838, major 1863, överste och chef för artilleriet 1865, generalmajor 1866, general och generalinspektör för artilleriet 1867 och för sjöartilleriet 1868. Han deltog i Slesvig-holsteinska kriget 1848-50 och i Dansk-tyska kriget samt utmärkte sig särskilt vid försvaret av Dybbøl. Som generalinskptör för artilleriet införde han 1876 9 cm. bakladdningskanoner i danska armén.